# Übelbach
Übelbach là một đô thị thuộc huyện Graz-Umgebung bang Steiermark, nước Áo. Đô thị Übelbach có diện tích 94,55 km², dân số thời điểm cuối năm 2008 là 2037 người.